# Pépin (Burkina Faso)
Pour les articles homonymes, voir Pépin.
Pépin est une commune rurale située dans le département de Bokin de la province du Passoré dans la région Nord au Burkina Faso.

## Géographie
Pépin est situé à 6 km au sud-ouest du centre de Bokin, le chef-lieu du département, à 4 km au sud-ouest de Séguédin et à environ 50 km à l'est de Yako.
Le secteur de Pépin est réputé pour ses grottes qui constitue un attrait touristique régional.

## Santé et éducation
Le centre de soins le plus proche de Pépin est le centre de santé et de promotion sociale (CSPS) de Séguédin tandis que le centre médical avec antenne chirurgicale (CMA) de la province se trouve à Yako.
Le village possède une école primaire.